# 남양방씨 분재기 및 교지․교첩류(8점)
남양방씨 분재기 및 교지․교첩류(8점)(南陽房氏分財記및 敎旨․敎牒類(8점))은 대한민국 전북특별자치도 남원시 동충동에 있는 조선시대의 고문서이다. 2016년 12월 9일 전라북도의 유형문화재 제241호로 지정되었다.

## 개요
남원지역에 세거한 대표적 양반가 남양방씨 문중에는 분재기를 비롯한 교지, 교첩, 소지, 명문, 호적단자 등 100여점이 넘는 고문서들이 소장되어 있어, 방씨가의 200년간의 삶을 보여준다는 점에서 연구자료로 가치가 있다. 이중 8점은 17～18세기 자료들이다.
1619년 분재기는 가선대부 방덕유가 적자 1남 1녀와 서자 1남 에게 재산을 분급한 것으로 '균분'이라는 말은 없지만 딸에게도 상당히 많은 재산을 물려주고 있고 또 시기적으로 임진왜란 직후로 남녀균등상속에서 적장자 위주의 상속제로 넘어가는 과도기의 분재기이며, 문서의 생산시점과 문서의 성격 등으로 남원지역사 연구에 귀중한 자료이다.

## 참고 자료
- 남양방씨 분재기 및 교지․교첩류(8점) - 국가유산청 국가유산포털